# Papa Celestino V
São Celestino V O.S.B., nascido Pietro da Morrone; (Isérnia ou Sant'Angelo Limosano, c. 1215 — Fumone, 19 de maio de 1296), e venerado como São Pedro Celestino, foi o 192.º Papa da Igreja Católica, de 5 de julho a 13 de dezembro de 1294 (a lista oficial do Vaticano inicia este pontificado em 5 de julho, dia da eleição, mas Celestino não era bispo antes de ser consagrado bispo de Roma, em 29 de agosto).
É venerado como santo pela Igreja, desde sua canonização em 1313.

## Vida
Celestino é mais bem-conhecido por ser, constante e erroneamente, identificado como o primeiro Papa a renunciar ao episcopado. Houve dois outros papas antes dele (e talvez um terceiro e um quarto) que renunciaram ao pontificado por uma razão ou outra. O primeiro foi Ponciano, preso e deportado no ano de 235 pelo imperador anticristão Maximino Trácio, e o segundo, Silvério, forçado a abdicar em 537. Um terceiro Papa, João XVIII (1003-1009), talvez tenha renunciado sob pressão. Um quarto, Bento IX, abdicou em favor do padrinho em 1045, mas foi reempossado em 1047. Depois de Celestino, um sexto Papa, Gregório XII, renunciou em 1415, a fim de ajudar a solucionar o Grande Cisma Ocidental (1378-1417).
Nascido Pietro del Murrone (também Morrone), na região de Abruzzi, na Itália, décimo primeiro filho de pais camponeses, era simples eremita sob a regra de S. Bento, na ocasião em que o elegeram papa, aos 85 anos de idade, na Perugia, depois de uma vacância de 27 meses. Após a morte de Nicolau IV em 4 de abril de 1292, os doze cardeais-eleitores, divididos, por lealdade de família, entre os Orsini e os Collona, não conseguiram reunir os dois terços de votos necessários para a eleição. Duas vezes diversos deles saíram de Roma para fugir ao calor abrasador, enquanto os cardeais da poderosa família Collona ficaram para trás e tentaram realizar uma eleição sozinhos. Em outubro de 1293, o conclave tornou a se reunir em Perugia e aumentou a pressão sobre os cardeais para que elegessem alguém — pressão de Carlos II, rei da Sicília e de Nápoles, e de distúrbios em Roma e na região de Orvieto. Em 5 de julho de 1294, o decano do Colégio de Cardeais citou uma profecia do renomado eremita Pietro del Murrone segundo a qual os cardeais sofreriam o castigo divino, se não escolhessem logo um papa. O cardeal-decano também anunciou que votaria em Pietro. Gradativamente, a margem de Pietro alcançou dois terços e depois a unanimidade. Ele foi saudado como o "papa angélico", com base em um sonho do século XIII, de um papa que anunciaria a era do Espírito Santo.
Carlos II e seu filho escoltaram-no, montado em um burrico, até L'Aquila (cidade nos domínios de Carlos), onde Pietro foi consagrado bispo de Roma em sua igreja de Santa Maria di Collemaggio, em 29 de agosto. Adotou o nome Celestino V. Carlos providenciou para que o novo papa fosse residir em Nápoles, no Castel Nuovo, não em Roma, como a Cúria exigia. De Nápoles, Celestino fazia tudo que Carlos lhe ordenava: colocou homens da confiança dele em cargos importantes na Cúria e nos Estados pontifícios, nomeou doze cardeais que Carlos propôs, inclusive sete franceses, e nomeou o filho de Carlos, Luís de Toulouse, arcebispo de Lyon. Também reintroduziu as regras de conclave instituídas por Gregório X (1272-1276), que faziam do rei o guardião da eleição papal seguinte. Inculto (não falava latim) e, em geral, desnorteado, (às vezes nomeava duas pessoas para o mesmo beneficio), mostrou-se administrador inepto. Perto do Advento, propôs que três cardeais assumissem a responsabilidade pelo governo da Igreja enquanto ele jejuava e rezava. Quando o plano foi rejeitado, Celestino consultou o cardeal Benedetto Caetani (que lhe sucederia como Bonifácio VIII), famoso advogado canônico, sobre a possibilidade de renunciar. Caetani incentivou-o a fazê-lo e preparou todos os papéis e procedimentos necessários. Em 13 de dezembro, em consistório pleno, Celestino V leu a fórmula de abdicação que Caetani lhe preparara. Despojou-se da insígnia papal e, em um último apelo, exortou os cardeais a proceder imediatamente à eleição do seu sucessor. A renúncia provocou uma guerra de tratados pró e contra sua validade.
Quando o próprio Caetani foi eleito, providenciou para que Pietro não voltasse a seu eremitério no monte Murrone, como desejava. O novo papa temia que Pietro fizesse um ponto de reunião para um cisma. Pôs o ex-papa sob vigilância (da qual ele fugiu durante alguns meses) e acabou prendendo-o na torre de Caste Fumone, a leste de Ferentino, onde parece que Pietro não foi maltratado. Morreu de infecção causada por um abcesso, em 19 de maio de 1296. Em princípio, seu corpo foi sepultado em Ferentino, mas em 1317 foi transferido para Santa Maria di Collemaggio, em L'Aquila, onde foi coroado papa. Posteriormente, em 5 de maio de 1313, sob pressão do rei  Filipe IV da França, inimigo ferrenho de Bonifácio VIII, o papa Clemente V canonizou Pietro, como confessor (isto é, alguém que sofreu pela fé, com exceção da morte), em vez de mártir, como Filipe queria.

Foi canonizado em Avinhão pelo Papa Clemente V em 3 de maio de 1313, sendo conhecido como São Pedro Celestino.